# Pitcairnia diffusa
Pitcairnia diffusa är en gräsväxtart som beskrevs av Lyman Bradford Smith. Pitcairnia diffusa ingår i släktet Pitcairnia och familjen Bromeliaceae. Inga underarter finns listade i Catalogue of Life.